# Stadhuis van Medemblik
Het stadhuis van Medemblik is een voormalig gemeentehuis in de Noord-Hollandse plaats Medemblik. Het is gebouwd in 1939 naar een ontwerp van de traditionalistische architect A.J. Kropholler. Kropholler plaatste het gebouw op een verhoging en in de as van de Nieuwstraat, waardoor het gebouw ook meer gezag uit zou stralen.
In het stadhuis, dat op de rijksmonumentenlijst staat, vallen daarnaast de volgende objecten onder bescherming:
- een koperen plaat van de kaart van Medemblik van 1599 door P. Utenwael
- tegeltableaus in de schouw van de burgemeesterskamer
- portretten van Willem van Oranje, Maurits en Johan van Nassau en een zogenaamd portret van Radboud